# Earbook
Earbook je kniha vztahující se k CD, které je její nedílnou součástí. Název pochází ze slova „ear“ (anglicky „ucho“) a book (anglicky „kniha“). Knižní část earbooku slouží posluchači jako rozšíření klasického vydání alba, často obsahuje obrázky s hudební skupinou nebo s tématy písní. Obvykle earbook verze alba obsahuje také bonusová CD k původní nahrávce a často tato verze má omezený náklad.